# David Accam
David Accam (Accra, 28 september 1990) is een Ghaneese profvoetballer die sinds 2015 bij de Amerikaanse club Chicago Fire speelt als aanvaller.

## Clubcarrière
Accam behoorde de eerste twaalf jaar van zijn leven niet tot een club. In plaats daarvan voetbalde hij met vriendjes op de vele grasvelden die Accra rijk is. Daar werd hij ontdekt door de in Ghana gevestigde 'Right to Dream Academy', waar hij vervolgens vier jaar zou verblijven.
In 2008 kreeg Accam een driejarige studiebeurs aan de Hartpury College in Engeland. Zijn vrije tijd besteedde hij aan voetballen bij amateurclubs en clubs in lagere divisies. Nadat Accam bij de Engelse club Ledbury Town tekende, scoorde hij meteen bij zijn debuut in december 2009. In het seizoen 2010-11 speelde hij voor de Engelse club Evesham United en kwam tevens uit voor het reserveteam van Forest Green Rovers FC. Dat Accam in Engeland was op een studentenvisum, weerhield hem ervan om voor de laatstgenoemde club in het eerste te spelen of in een hoger divisie uit te komen.
In 2012 tekende Accam bij de Zweedse derde divisie club Östersunds FK. Accam had al snel succes bij de club en het duurde niet lang voordat andere teams uit de Allsvenskan interesse kregen. In augustus 2012 verkaste hij naar Helsingborgs IF en werd de rest van het nog lopende seizoen uitgeleend aan Östersunds als onderdeel van de deal. Accam maakt sinds het 2013 seizoen deel uit van de hoofdselectie van Helsingborgs IF. In het Allsvenskan 2014 seizoen speelde Accam bijna het gehele seizoen in de basis en scoorde 17 competitie goals.
In 2015 tekende Accam voor het Amerikaanse Chicago Fire.

## Internationale carrière
Accam werd voor het eerst opgeroepen voor het Ghanees voetbalelftal op 24 maart 2013 voor de kwalificatiewedstrijd voor het wereldkampioenschap voetbal 2014 tegen Soedan. Hij behoorde ook tot de voorselectie voor het toernooi, maar was een van de laatste drie namen die bondscoach James Kwesi Appiah nog moest schrappen om tot een definitieve selectie van 23 spelers te komen. In 2015 was hij lid van de Ghanese selectie dat deelnam aan de Africa Cup.